# Мирољуб Ђорђевић
Мирољуб Ђорђевић (Београд, 27. новембар 1938) некадашњи је југословенски и српски хокејаш на леду и вишегодишњи играч Црвене звезде. За сениорску репрезентацију Југославије играо је на ЗОИ 1964. у Инзбруку када је Југославија дебитовала на олимпијском хокејашком турниру, а такође је наступио и на светском првенству 1961. године.